# Ditsobotla
Ditsobotla (officieel Ditsobotla Local Municipality) is een gemeente in het Zuid-Afrikaanse district Ngaka Modiri Molema District Municipality.
Ditsobotla ligt in de provincie Noordwest  en telt 168.902 inwoners. 

## Hoofdplaatsen
Het nationaal instituut voor de statistiek, Stats SA, deelt sinds de census 2011 deze gemeente in in 17 zogenaamde hoofdplaatsen (main place):
Bakerville • Biesiesvlei • Bodibe • Boikhutso • Carlisonia • Coligny • Ditsobotla NU • Grasfontein • Itekeng • Itsoseng • Lichtenburg • Matila • Sheila • Springbokpan • Tlhabologang • Verdwaal • Welverdiend.